# Артюховський Микола Олександрович
Микола Олександрович Артюховський (1913, село Соколів, тепер село Соколове Чугуївського району Харківської області — ?) — радянський партійний діяч, секретар Запорізького обласного комітету КП(б)У.

## Життєпис
З 1935 року служив у Червоній армії.
Член ВКП(б) з 1939 року.
З 1942 року знову служив у Червоній армії. З грудня 1942 року — в Московському військовому окрузі. Учасник німецько-радянської війни з лютого 1943 року. Служив заступником командира із політичної частини 1-го окремого гвардійського саперного батальйону 10-ї гвардійської повітряно-десантної дивізії 34-ї і 37-ї армій. Воював на Південно-Західному, Степовому, 3-му та 2-му Українських фронтах. У лютому 1944 року був важко поранений.
Після демобілізації — на партійній роботі в апараті ЦК КП(б)У.
До листопада 1947 року — заступник завідувача відділу пропаганди Управління пропаганди і агітації ЦК КП(б)У із керівництва пропагандистськими групами. З листопада 1947 року — заступник завідувача відділу пропаганди Управління пропаганди і агітації ЦК КП(б)У.
У червні (затв.)1951 — червні 1952 року — секретар Запорізького обласного комітету КП(б)У.
Подальша доля невідома. На 1985 рік — персональний пенсіонер.

## Звання
- гвардії старший лейтенант
- гвардії капітан

## Нагороди
- орден Червоного Прапора (26.11.1943)
- орден Вітчизняної війни І ст. (6.04.1985)
- орден Вітчизняної війни ІІ ст. (18.03.1944)
- орден «Знак Пошани» (23.01.1948)
- медаль «За бойові заслуги» (5.08.1943)
- медалі